# 깨진 링크

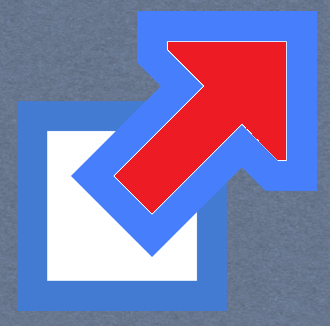

깨진 링크(broken link) 또는 죽은 링크(dead link)는 영구적으로 이용할 수 없는 웹 페이지나 서버를 가리키고 있는 월드 와이드 웹 상의 링크를 말한다. 깨진 링크에 들어갈 때의 가장 일반적인 결과는 바로 웹 서버가 응답하지만 특정한 페이지를 찾을 수 없을 때에 나타나는 404 오류이다. 브라우저는 웹 서버가 도메인 이름에서 찾을 수 없음을 가리키는 DNS 오류를 반환하기도 한다. 또, 콘텐츠 필터나 방화벽과 같은 차단 방식의 까닭으로 링크가 깨졌다고 보고하기도 한다.

## 같이 보기
- 퍼머링크
- 인터넷 아카이브
- 슬래시닷 효과